# Astragalus webbianus
Astragalus webbianus är en ärtväxtart som beskrevs av George Bentham. Astragalus webbianus ingår i släktet vedlar, och familjen ärtväxter. Inga underarter finns listade i Catalogue of Life.